# Espaçonave robótica

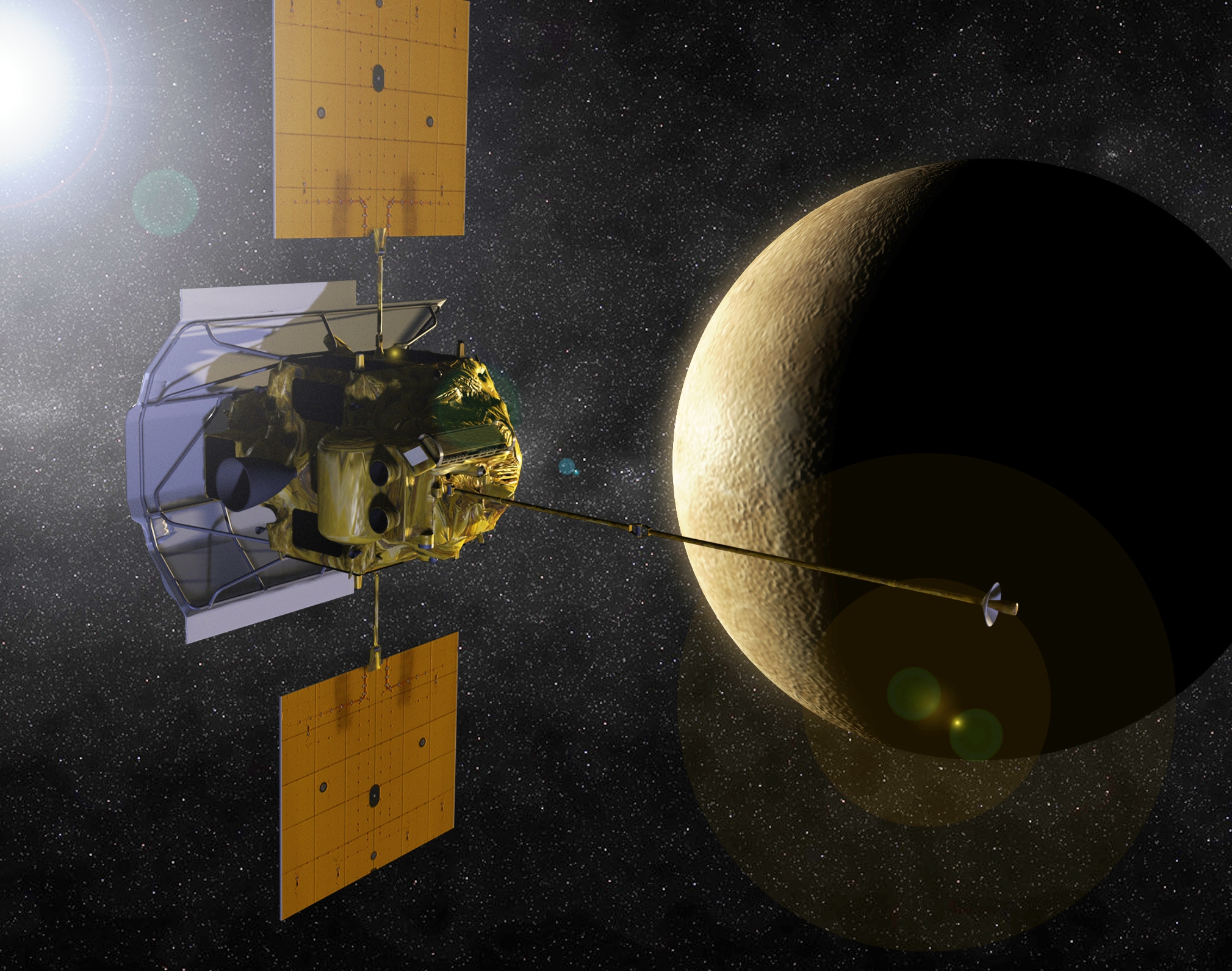
Uma interpretação artística da espaçonave MESSENGER em Mercúrio

Espaçonaves não tripuladas ou robóticas são naves espaciais sem pessoas a bordo. Espaçonaves não tripuladas podem ter diferentes níveis de autonomia em relação à entrada humana; Podem ser controlados remotamente, guiados remotamente ou de forma autônoma: possui uma lista pré-programada de operações, que executarão, salvo indicação em contrário. Uma espaçonave robótica para medições científicas é muitas vezes chamada de sonda espacial ou observatório espacial.
Muitas missões espaciais são mais adequadas para operação telerrobótica do que tripulada, devido ao menor custo e fatores de risco. Além disso, alguns destinos planetários, como Vênus ou as proximidades de Júpiter, são hostis demais para a sobrevivência humana, dada a tecnologia atual. Planetas externos como Saturno, Urano e Netuno estão muito distantes para serem alcançados com a tecnologia atual de voos espaciais tripulados, então as sondas telerrobóticas são a única maneira de explorá-los. A telerrobótica também permite a exploração de regiões vulneráveis à contaminação por microrganismos da Terra, uma vez que as espaçonaves podem ser esterilizadas. Os seres humanos não podem ser esterilizados da mesma forma que uma nave espacial, pois coexistem com inúmeros micro-organismos, e esses microrganismos também são difíceis de conter dentro de uma nave espacial ou traje espacial.
A primeira missão espacial não tripulada foi a Sputnik, lançada em 4 de outubro de 1957 para orbitar a Terra. Quase todos os satélites, landers e rovers são naves espaciais robóticas. Nem toda espaçonave não tripulada é uma espaçonave robótica; Por exemplo, uma bola refletora é uma espaçonave não robótica não tripulada. As missões espaciais onde outros animais, mas nenhum humano, estão a bordo são chamadas de missões não tripuladas.
Muitas espaçonaves habitáveis também têm níveis variados de recursos robóticos. Por exemplo, as estações espaciais Salyut 7 e Mir, e o módulo da Estação Espacial Internacional Zarya, eram capazes de manter estações guiadas remotamente e manobras de acoplamento com naves de reabastecimento e novos módulos. As espaçonaves de reabastecimento não tripuladas são cada vez mais usadas para estações espaciais tripuladas.

## História

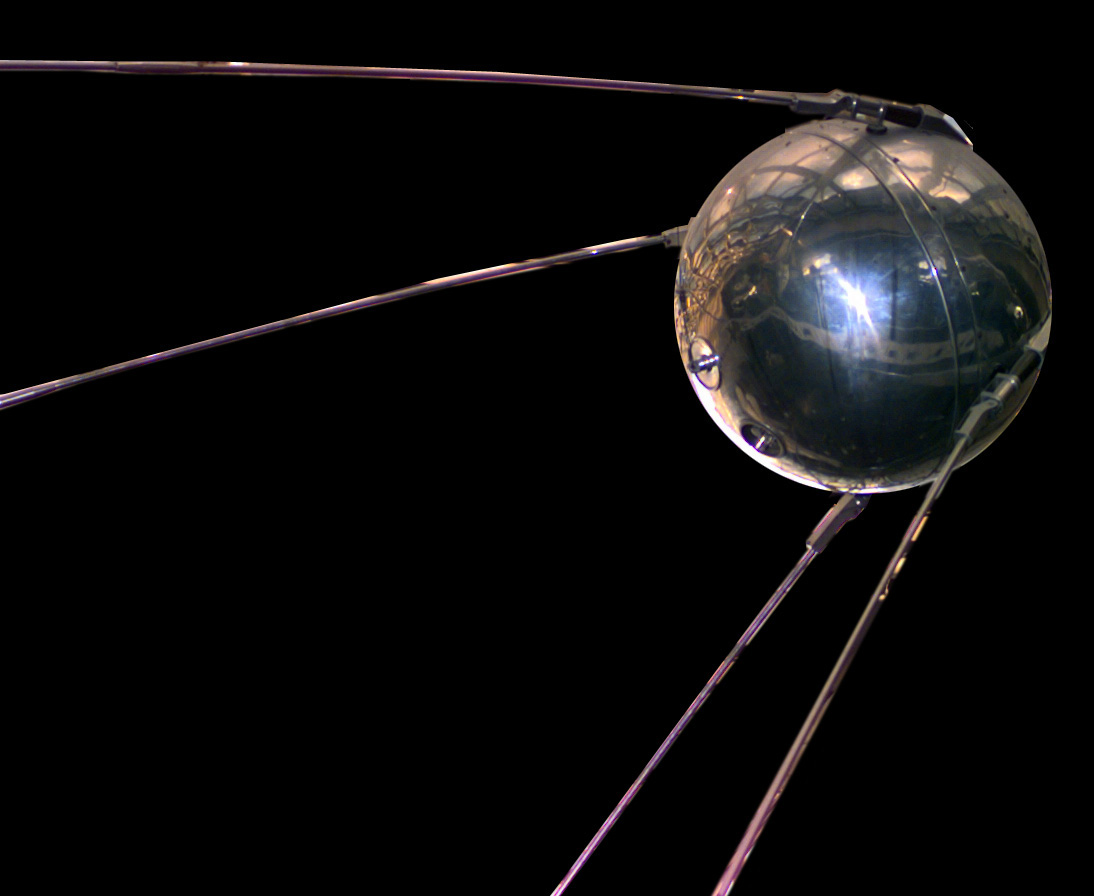
Uma réplica do Sputnik 1 no National Air and Space Museum dos EUA

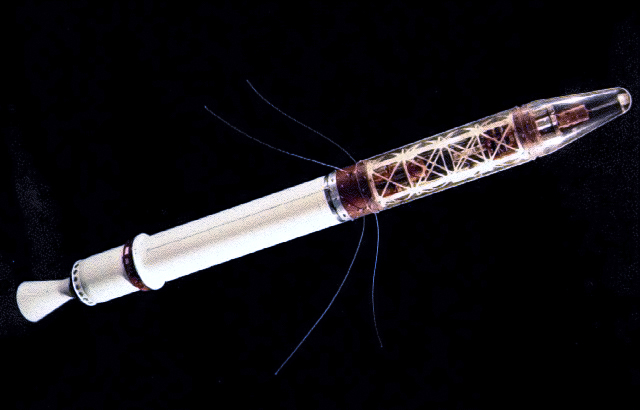
Uma réplica do Explorer 1

A primeira nave espacial robótica foi lançada pela União Soviética (URSS) em 22 de julho de 1951, um voo suborbital transportando dois cães, Dezik e Tsygan. Mais quatro voos do tipo foram realizados durante o outono de 1951.
O primeiro satélite artificial, Sputnik 1, foi colocado em órbita terrestre de 215 por 939 quilômetros (116 por 507 nmi) pela URSS em 4 de outubro de 1957. Em 3 de novembro de 1957, a URSS colocou em órbita o Sputnik 2. Pesando 113 quilogramas (250 lb), o Sputnik 2 levou o primeiro animal para a órbita, a cadela Laika. Como o satélite não foi projetado para se destacar do estágio superior do seu veículo de lançamento, a massa total em órbita foi de 508,3 quilogramas (1 121 lb).
Em uma corrida acirrada com os soviéticos, os Estados Unidos lançaram seu primeiro satélite artificial, Explorer 1, em uma órbita de 357 por 2 543 quilômetros (193 por 1 373 nmi) em 31 de janeiro de 1958. O Explorer 1 era um cilindro de 80,75
-polegada (205 cm) de comprimento por 6,00
-polegada (15,2 cm) de diâmetro e pesava 30,8 libra (massa)s (14,0 kg), em comparação com o Sputnik 1, uma esfera de 58
-centímetro (23 pol) que pesava 83,6 quilogramas (184 lb). O Explorer 1 transportava sensores que confirmaram a existência dos cinturões de Van Allen, uma grande descoberta científica da época, enquanto o Sputnik 1 não carregava sensores científicos. Em 17 de março de 1958, os EUA colocaram em órbita seu segundo satélite, Vanguard 1, que tinha o tamanho de uma toranja e permanece em uma órbita de 670 por 3 850 quilômetros (360 por 2 080 nmi) Desde 2016.
A primeira tentativa de uma sonda lunar foi a Luna E-1 No.1, lançada em 23 de setembro de 1958. O objetivo de uma sonda lunar falhou repetidamente até 4 de janeiro de 1959, quando Luna 1 orbitou em torno da Lua e, em seguida, do Sol.
O sucesso dessas primeiras missões iniciou uma corrida entre os EUA e a URSS para superar um ao outro com sondas cada vez mais ambiciosas. Mariner 2 foi a primeira sonda a estudar outro planeta, revelando a temperatura extremamente alta de Vênus para os cientistas em 1962, enquanto a soviética Venera 4 foi a primeira sonda atmosférica a estudar Vênus. A passagem de Mariner 4 por Marte em 1965 capturou as primeiras imagens de sua superfície craterada, ao qual os soviéticos responderam alguns meses depois com imagens de sua superfície a partir de Luna 9. Em 1967, a americana Surveyor 3 coletou informações sobre a superfície lunar que seriam cruciais para a missão Apollo 11, que pousou humanos na Lua dois anos depois.
A primeira sonda interestelar foi a Voyager 1, lançada em 5 de setembro de 1977. Ela entrou no espaço interestelar em 25 de agosto de 2012, seguida por sua gêmea Voyager 2 em 5 de novembro de 2018.
Nove outros países lançaram com sucesso satélites usando seus próprios veículos de lançamento: França (1965), Japão e China (1970), o Reino Unido (1971), Índia (1980), Israel (1988), Irã (2009), Coreia do Norte (2012), e Coreia do Sul (2022).

## Telepresença
A telerrobótica torna-se telepresença quando o atraso de tempo é curto o suficiente para permitir o controle da espaçonave em tempo quase real por humanos. Mesmo o atraso de dois segundos na velocidade da luz para a Lua está muito longe para a exploração de telepresença da Terra. As posições L1 e L2 permitem atrasos de ida e volta de 400 milissegundos, o que é apenas perto o suficiente para a operação de telepresença. A telepresença também foi sugerida como uma forma de reparar satélites na órbita terrestre a partir da Terra.

## Controle
As espaçonaves robóticas usam telemetria para enviar por rádio de volta à Terra dados adquiridos e informações de status do veículo. Embora geralmente referidas como "remotamente controladas" ou "telerrobóticas", as primeiras espaçonaves orbitais – como a Sputnik 1 e a Explorer 1 – não recebiam sinais de controle da Terra. Logo após essas primeiras espaçonaves, sistemas de comando foram desenvolvidos para permitir o controle remoto a partir do solo. O aumento da autonomia é importante para sondas distantes, onde o tempo de viagem da luz impede a rápida decisão e controle da Terra. Sondas mais recentes, como a Cassini-Huygens e a Mars Exploration Rovers, são altamente autônomas e usam computadores de bordo para operar de forma independente por longos períodos de tempo.

## Sondas espaciais e observatórios
Uma sonda espacial é uma espaçonave robótica que não orbita a Terra, mas explora mais o espaço sideral. As sondas espaciais têm diferentes conjuntos de instrumentos científicos a bordo. Uma sonda espacial pode se aproximar da Lua; viajar pelo espaço interplanetário; sobrevoar, orbitar ou pousar em outros corpos planetários; ou entrar no espaço interestelar. Sondas espaciais enviam dados coletados para a Terra. As sondas espaciais podem ser orbitais, landers e rovers. As sondas espaciais também podem coletar materiais de seu alvo e devolvê-los à Terra.
Uma vez que uma sonda tenha deixado as proximidades da Terra, sua trajetória provavelmente a levará ao longo de uma órbita ao redor do Sol semelhante à órbita da Terra. Para chegar a outro planeta, o método prático mais simples é uma órbita de transferência de Hohmann. Técnicas mais complexas, como estilingues gravitacionais, podem ser mais eficientes em termos de combustível, embora possam exigir que a sonda passe mais tempo em trânsito. Algumas missões Delta-V altas (como aquelas com altas mudanças de inclinação) só podem ser realizadas, dentro dos limites da propulsão moderna, usando estilingues gravitacionais. Uma técnica que usa muito pouca propulsão, mas requer uma quantidade considerável de tempo, é seguir uma trajetória na Rede de Transporte Interplanetário.
Um telescópio espacial ou observatório espacial é um telescópio no espaço sideral usado para observar objetos astronômicos. Os telescópios espaciais evitam a filtragem e distorção da radiação eletromagnética que observam e evitam a poluição luminosa que os observatórios terrestres encontram. Eles são divididos em dois tipos: satélites que mapeiam todo o céu (levantamento astronômico) e satélites que se concentram em objetos astronômicos selecionados ou partes do céu e além. Os telescópios espaciais são distintos dos satélites de imagem da Terra, que apontam para a Terra para imagens de satélite, aplicados para análise meteorológica, espionagem e outros tipos de coleta de informações.